# Gerbilliscus vallinus
Gerbilliscus vallinus is een zoogdier uit de familie van de Muridae. De wetenschappelijke naam van de soort werd voor het eerst geldig gepubliceerd door Thomas in 1918.

## Voorkomen
De soort komt voor in Zuid-Afrika en Namibië.